# Silangjana
Silangjana is een bestuurslaag in het regentschap Buleleng van de provincie Bali, Indonesië. Silangjana telt 1831 inwoners (volkstelling 2010).